# Jeruto Kiptum Kiptubi
Jeruto Kiptum Kiptubi (* 12. Dezember 1981 in Metkei, Keiyo District) ist eine kenianische Mittelstrecken-, Langstrecken- und Hindernisläuferin, die bei den Leichtathletik-Weltmeisterschaften 2005 in Helsinki die Bronzemedaille über 3000 Meter Hindernis gewann.

## Allgemeines
Jeruto Kiptum ist 1,66 m groß und wiegt 50 kg.

## Erfolge
- 1998: Vizejuniorencrossweltmeisterin
- 1999: 21. Platz Crossweltmeisterschaften (Kurzstrecke)
- 2000: 44. Platz Crossweltmeisterschaften (Kurzstrecke)
- 2004: 3. Platz Afrikameisterschaften (1500 m: 4:25,85 min)
- 2005: 3. Platz Weltmeisterschaften in Helsinki (3000 m Hindernis: 9:26,95 min)
- 2006: 6. Platz Commonwealth Games in Melbourne (3000 m Hindernis: 9:49,09 min)
- 2006: 1. Platz Afrikameisterschaften (3000 Meter Hindernis: 10:00,02 min)

## Persönliche Bestleistungen
- 1500 m: 4:08,6 min, 22. Juli 2000, Nairobi
- 3000 m: 9:01,90 min, 13. Mai 1999, Doha
- 3000 m Hindernis: 9:23,35 min, 27. August 2006, Rieti